# Gian Francesco Malipiero

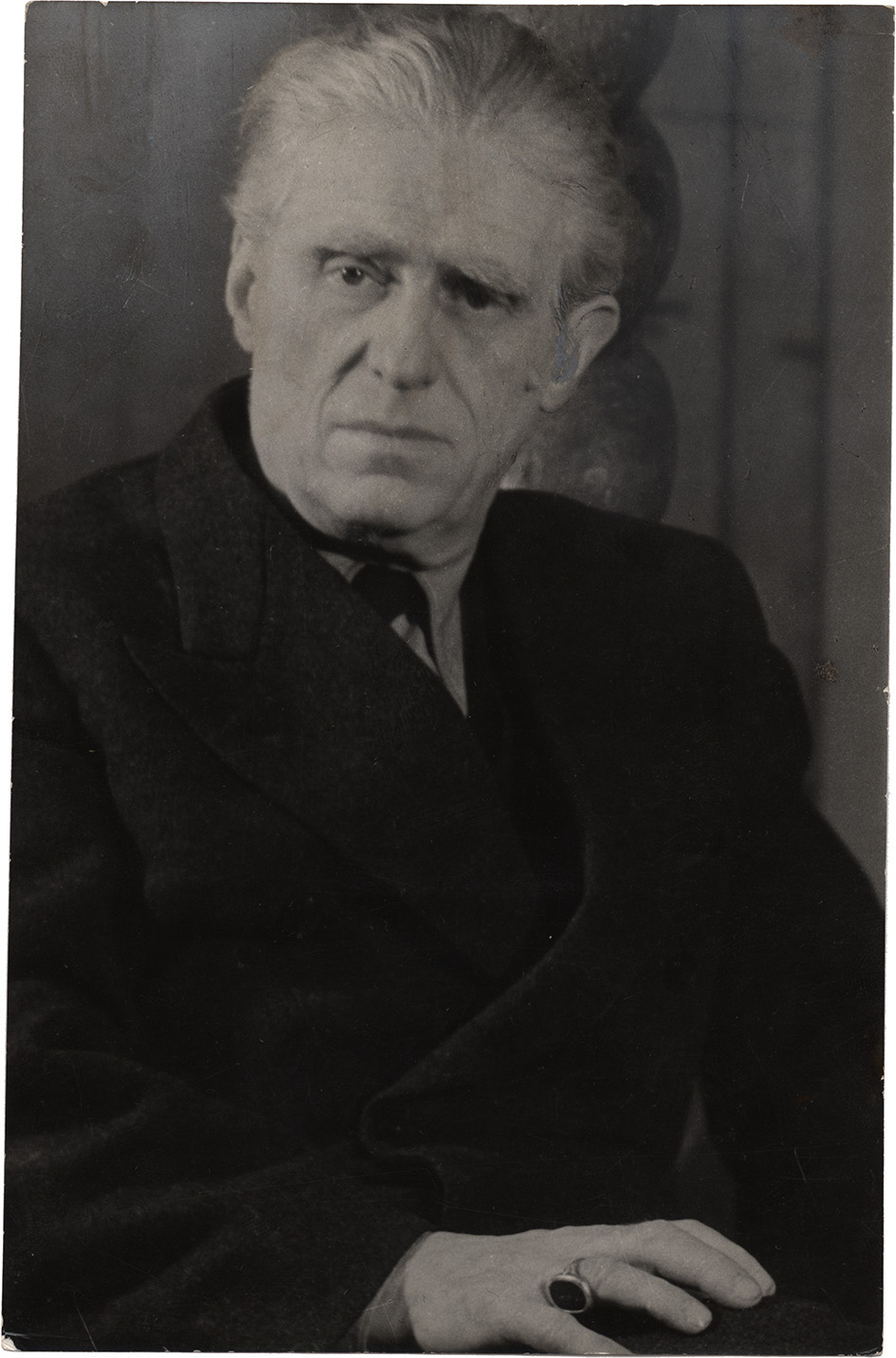
Gian Francesco Malipiero

Gian Francesco Malipiero (Venetië, 18 maart 1882 – Treviso, 1 augustus 1973) was een Italiaans componist.

## Biografie
Zijn grootvader was de operacomponist Francesco Malipiero (1824-1887). Na de scheiding van zijn ouders in 1893 woonde Malipiero met zijn vader in Triëst, Berlijn en Wenen. Pas nadat hij in 1899 was teruggekeerd naar zijn moeder in Venetië, kon hij beginnen met de muziekstudie aan het Liceo Musicale in die stad. Later studeerde hij ook aan het conservatorium van Bologna en mogelijk ook in Wenen. Zijn voornaamste leraar was Marco Enrico Bossi (1861-1925) en hij heeft ook lessen gevolgd bij Max Bruch. Na zijn afstuderen werd hij assistent van de blinde componist Antonio Smareglia (1854-1929).   
Malipiero was een van de productiefste en langstlevende componisten van de 20e eeuw. Naast componist was hij ook musicoloog en uit dien hoofde volgde hij de verrichtingen en recensies van zijn tijdgenoten nauwlettend. Vooral het provocerende van de stijl van Paul Hindemith, het neoclassicisme van Igor Stravinsky en het expressionisme van Arnold Schönberg hadden zijn belangstelling. Ook had hij een voorliefde voor de madrigalen uit de tijd  van de barokmuziek en voor componisten als Claudio Monteverdi, Girolamo Frescobaldi en Antonio Vivaldi. Desalniettemin volgde hij een geheel eigen weg bij het realiseren van zijn werken. Hij liet zich niet beïnvloeden door externe factoren of verleiden tot het overnemen van impressies uit de werken van anderen.
Malipiero's grootste verdienste als musicoloog ligt in de uitgave van Monteverdi's complete werk, waaraan hij bezig was van 1926 tot 1942. Ook bezorgde hij de uitgave van vele concerten van Vivaldi. Samen met Alfredo Casella en Gabriele d'Annunzio richtte hij de Corporazione delle Nuove Musiche (Corporatie voor nieuwe muziek) op. Verder doceerde hij en was hij conservatoriumdirecteur in zowel Venetië als Padua. De componisten Luigi Nono en Riccardo Malipiero (zijn neef) behoorden tot zijn leerlingen.
Zijn conformisme aan de cultuurpolitiek van Benito Mussolini werd hem niet in dank afgenomen, door critici en door collega's als Casella. Toen de verstandhouding met Mussolini verslechterde probeerde Malipiero weer bij hem in het gevlei te komen door zijn opera Giulio Cesare aan hem op te dragen, maar dat hielp niet.

## Werken

### Opera's
Malipiero componeerde 28 opera's, waaronder:
- L'Orfeide een trilogie (1919-1922)

1. Sette canzoni, Rome,  februari 1919
2. Orpheus, Rome, 14 juni 1920
3. La morte delle maschere, Parijs, 10 juni 1920

- Giulio Cesare (1935)
- I Capricci di Callot (1942)
- L'Allegra Brigata (1950)
- Il Capitan Spavento (1955)
- Venere prigioniera (1957)
- Rappresentazione E Festa Di Carnasciale E Della Quaresima (1961)
- Don Giovanni (1963)
- Don Tartufo Bacchettone (1966)
- Uno dei dieci (1970)
- L'Iscariota (1971)

### Overige werken
- Orkestwerken (Concerten voor Orkest, 1932; Notturno di canti e balli, 1951 Fantasie di ogni giorno, 1953...)
- 17 Symfonieën (n.3, delle Campane; n.4 In Memoriam, n.11 delle cornamuse, Symfonie voor Antigenida ...)
- Concerten voor diverse instrumenten (6 voor piano)
- Oratoria (Santa Eufrosina)
- Cantates (Universa universalis, Vergilii Aeneis)
- Koorwerken (Li sette peccati mortali)
- Kamermuziek (Endecatode, Macchine, Dialogo IV, Sonata a cinque...)
- 8 strijkkwartetten (n.1, Rispetti e Strambotti, n.6, L'Arca di Noé...)
- Pianowerken (Risonanze, Barlumi, Hortus Conclusus, Bianchi e neri...)
- Liederen (I sonetti delle fate, 7 canzonette veneziane)

- Bibsys: 1069138
- Biblioteca Nacional de España: XX1587395
- Bibliothèque nationale de France: cb12206113v (data)
- Catàleg d'autoritats de noms i títols de Catalunya: 981058519951006706
- CiNii: DA09078029
- Gemeinsame Normdatei: 11878143X
- International Standard Name Identifier: 0000 0001 0881 7275
- Library of Congress Control Number: n50040652
- Nationale Bibliotheek van Letland: 000132942
- MusicBrainz: ae096b2a-93b5-4139-a35f-53ebcbfb22f3
- Bibliotheek van het Japanse parlement: 00550545
- Nationale Bibliotheek van Tsjechië: xx0055972
- Nationale bibliotheek van Australië: 35693134
- Nationale Bibliotheek van Israël: 987007264934705171
- Nationale Bibliotheek van Polen: a0000002367277
- Nationale en Universitaire bibliotheek Zagreb: 000224812
- Nederlandse Thesaurus van Auteursnamen: 068530099
- Réseau des bibliothèques de Suisse occidentale: 02-A003554307
- Istituto Centrale per il Catalogo Unico: CFIV025347
- LIBRIS: 291336
- SNAC: w64f1rbh
- Système universitaire de documentation: 030696852
- Trove: 1045278
- Virtual International Authority File: 27114612
- WorldCat: E39PBJd8cct86wMKQRqfHy9v73